# يوهان الثالث، دوق كليفه
يوهان الثالث المسالم، دوق كليفز وكونت مارك (10 نوفمبر 1490 - 6 فبراير 1538 أو 1539)؛ هو ابن البكر لـ يوهان الثاني، دوق كليفز وماتيلد من هسن.
أصبح يوهان الثالث حاكم على دوقيات يوليش كليفه برغ المتحدة في 1521، ولورد رافنسبيرغ في 1528.

## الزواج والأبناء
تزوج من ماريا من يوليش-بيرغ ابنة فيلهلم الرابع، دوق يوليش-بيرغ وسيبيلا دي براندنبورغ؛ بحيث أصبحت وريثة والدها؛ وانجبت له:-
1. سيبيل (17 يناير 1512 - 21 فبراير 1554)؛ تزوجت من يوهان فريدرش ناخب ساكسونيا؛ لهم ذرية.
2. آن (22 سبتمبر 1515 - 16 يوليو 1557)؛ أصبحت الزوجة الرابعة لـ هنري الثامن ملك إنجلترا؛[3] ليس لهم ذرية.
3. فيلهلم، دوق يوليش-كليفه-برغ (28 يوليو 1516 - 5 يناير 1592)؛ خلف والده.
4. أماليا (17 أكتوبر 1517 - 1 مارس 1586).

## معرض صور

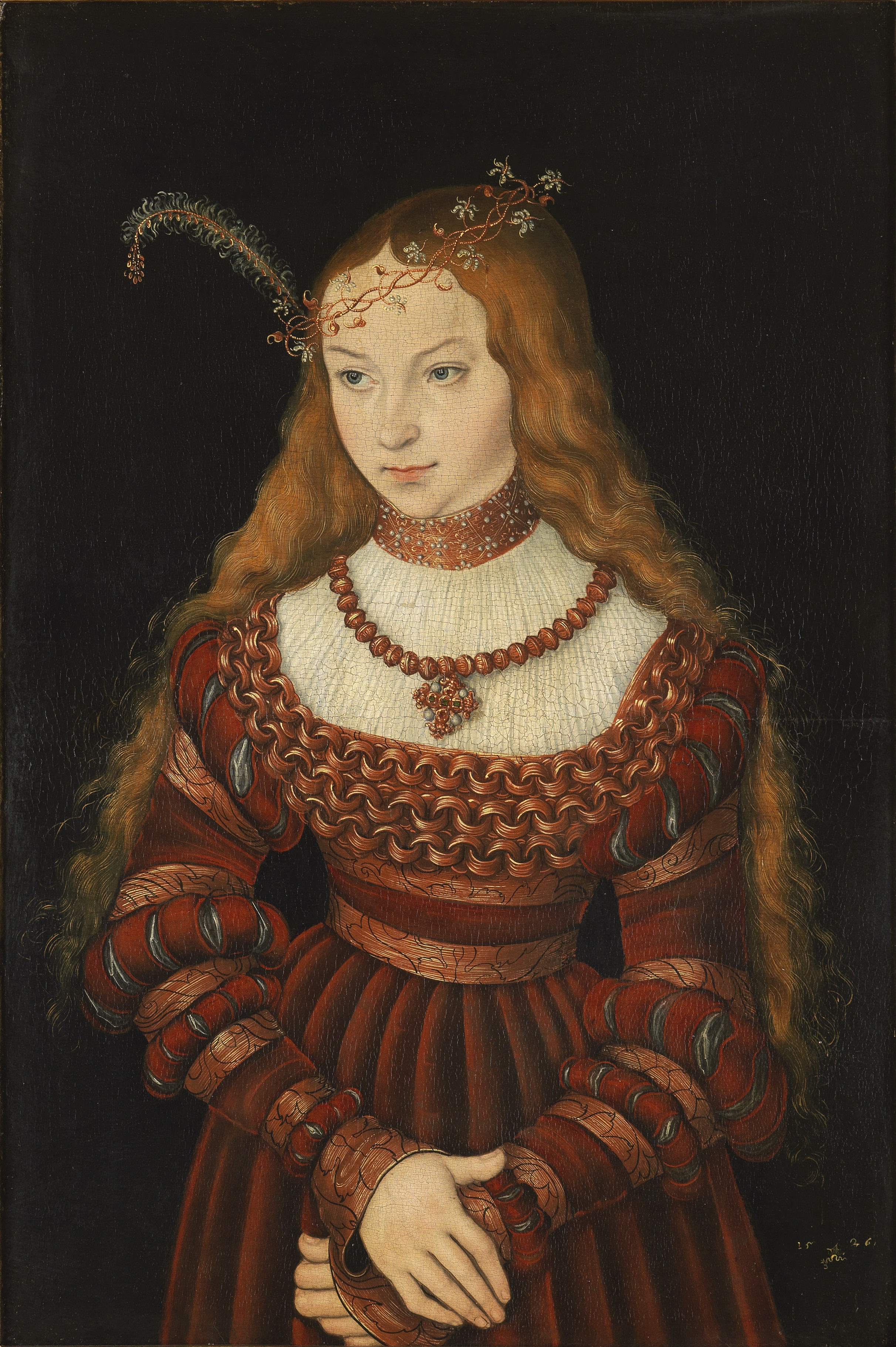
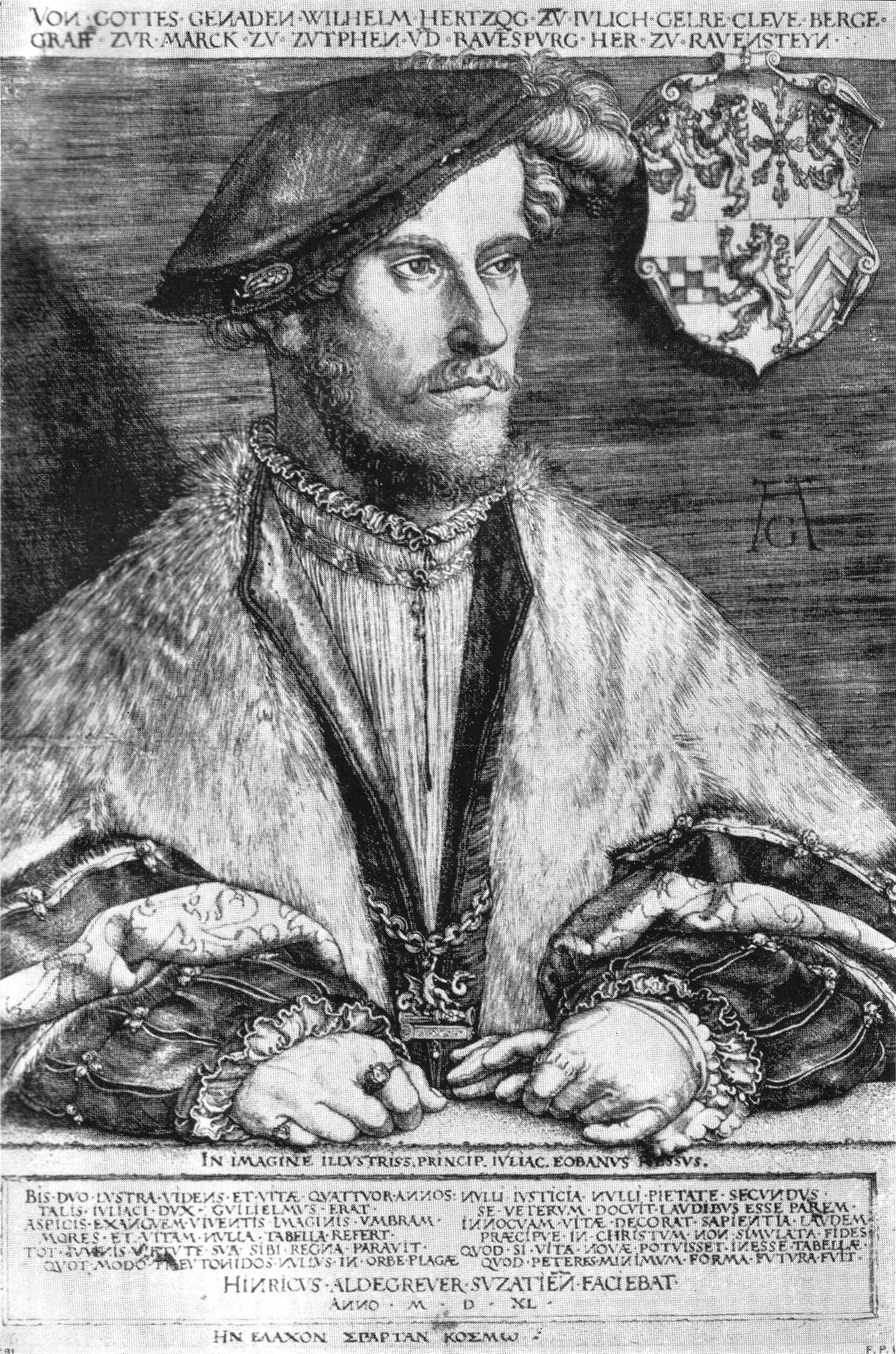
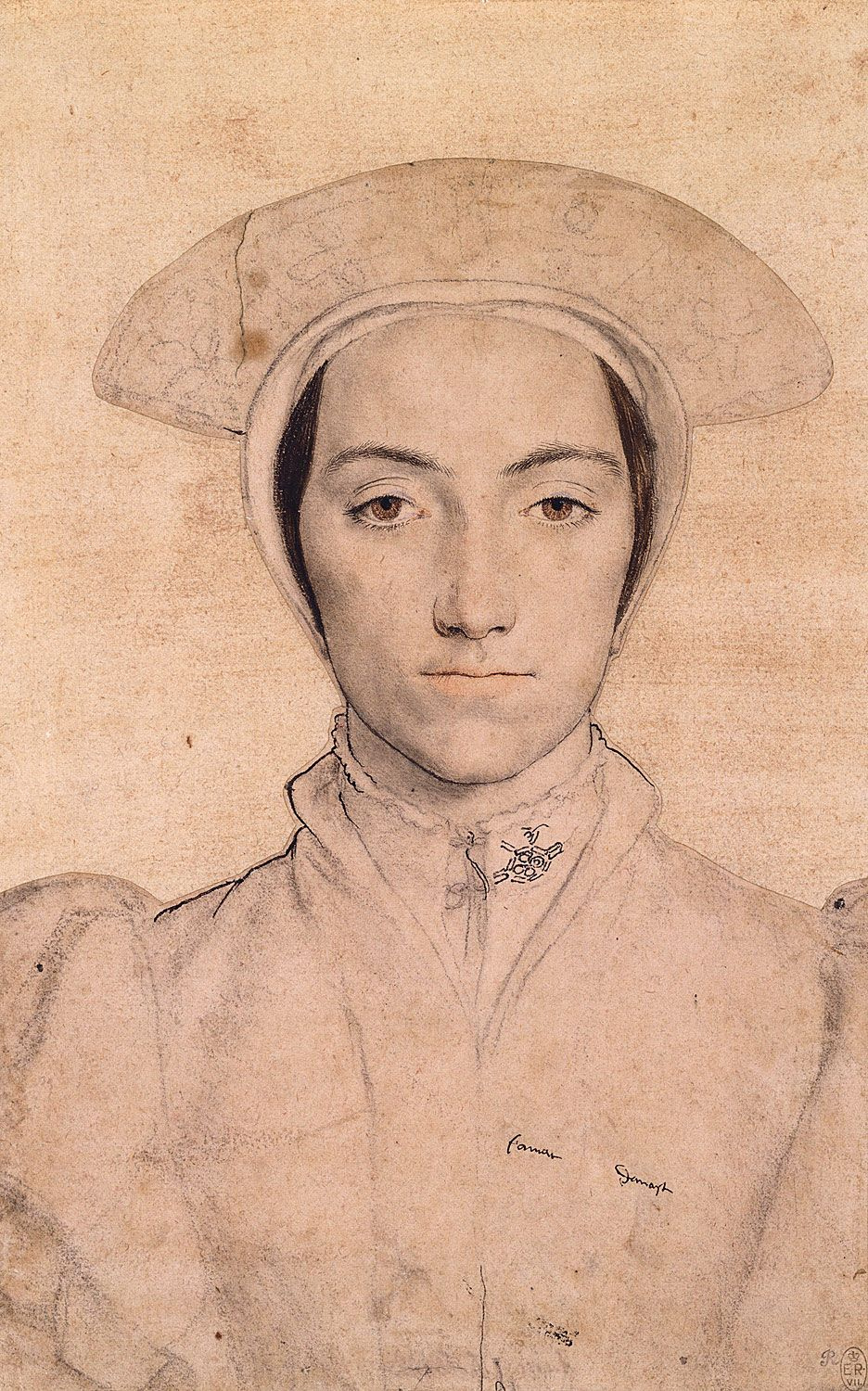